# 弗里德里克·肖尔
弗里德里克·肖尔（Frederick Schauer，1946年1月15日—2024年9月1日），美國法學家，維吉尼亞大學法學院大卫及玛丽·哈里森讲座特聘教授、哈佛大学肯尼迪政府学院弗蘭克·斯坦頓第一修正案名譽教授，以研究美国宪法（尤其是言论自由）和法律推理（尤其是法律形式主义的性质和价值）而闻名。
肖尔在他1982年出版的《自由言论：哲学探究》（Free Speech: A Philosophical Enquiry）一书中说，政府试图限制言论自由，结果导致政府犯了过多错误。他主張，當政府對言論進行限制時，往往會受到激勵去審查批評政府自身的言論，這會讓它們難以評估後續措施的成本和效益。
2024年9月1日，因腎臟疾病在維吉尼亞州夏洛蒂鎮病逝，享年78歲。

## 學歷
- 哈佛大學法學院法學博士（J.D.，1972年）
- 達特茅斯學院塔克商學院企業管理碩士（M.B.A，1968年）
- 達特茅斯學院文學士（A.B.，1967年）[1]

## 著作
- Analogy, Expertise, and Experience, 249 U. Chi. L. Rev.（英语：University of Chicago Law Review） 84 (2017).[6]
- The Force of Law (2015).[7]
- The Theory of Rules，卡爾·盧埃林（英语：Karl Llewellyn）著，由肖爾編輯、作序（2011年）。
- Thinking Like a Lawyer: A New Introduction to Legal Reasoning (2009). 本書漢譯版《像法律人那样思考：法律推理新论》由雷磊翻譯、中國法制出版社出版。
- The Supreme Court, 2005 Term — Foreword: The Court’s Agenda – And the Nation’s （页面存档备份，存于）, 120 Harv. L. Rev. 4 (2006).
- Profiles, Probabilities, and Stereotypes (2003).[8]
- Playing By the Rules: A Philosophical Examination of Rule-Based Decision-Making in Law and in Life (1991).[9]
- The Philosophy of Law: Classic and Contemporary Readings with Commentary（與華特·西諾—阿姆斯壯（英语：Walter Sinnott-Armstrong）合著，1996年）。
- Supplements to Gunther, Constitutional Law (1983–1996).
- Law and Language (editor) (1992).
- The First Amendment: A Reader (with John H. Garvey) (1992).
- Free Speech: A Philosophical Enquiry (1982).[3]
- The Law of Obscenity (1976).